# Žuta linija (CTA)
Žuta linija (engl. Yellow Line) je najkraća metro linija čikaškog metroa.

## Stanice
Linija trenutno ima samo dve stanice:
Nekada je koristila i sledeće stanice:

## Istorija
Ova linija je bila osnovana 28. marta 1925. Bila je malo korišćena jer je kraj kojim je prolazila bio slabo naseljen u to vreme. Dve decenije kasnije  je kupio liniju, koja je ugašena 27. marta 1948. zato što nije bilo dovoljno putnika da bi njen opstanak bio ekonomski isplativ.
Linija je bila otvorena ponovo 20. aprila 1964, pod nazivom Skokie Swift. Postala je popularna od prvog dana, i odmah je promovisana u zvaničnu liniju. Zbog problema sa budžetom, 1992. godine, linija je bila privremeno zatvorena. Već sledeće godine je ponovo otvorena pod imenom „Žuta linija“.

## Spoljašnje veze
- Red vožnje (језик: енглески)
- (језик: енглески)